# Axel Lekander

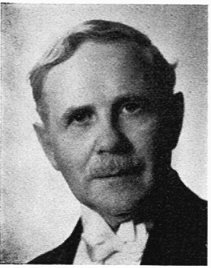
Axel Lekander.

Carl Axel Lekander, född 6 juni 1879 i Borgholm, död 18 maj 1960 i Danderyds församling, var en svensk ämbetsman, målare och tecknare.
Han var son till vice häradshövdingen och rådmannen i Kalmar Fridolf Lekander och Hilma Hultenberg samt från 1920 gift med Nanny Maria Hedström. Lekander avlade studentexamen i Kalmar 1898 och skrev samma år in sig vid Uppsala universitet som han lämnade med en jur. utr. kand.-examen 1906. Han tjänstgjorde vid tinget på Öland 1906–1908 innan han började sin ämbetsmannakarriär som amanuens vid Jordbruksdepartementet 1909, notarie i Lantbruksakademien 1916 där han blev andre kanslisekreterare 1917 därefter följde tjänstgöring vid Internationella lantbruksinstitutet i Rom 1920–1921. Han blev förste kanslisekreterare 1921, kansliråd 1931 och pensionerades slutligen från statlig tjänst 1944.  
Lekander som var konstnärligt intresserad redan under skolåldern brukade ofta utföra olika små konstverk med pensel eller ritstift. Omkring 1894 träffade han konstnären Victoria Westberg som kom att ge honom vägledning i oljemåleri och komposition av motivframställningen. Han medverkade i föreningen Philochoros första dansturné till Norrland och Trondheim 1902 och utförde under turnén ett flertal teckningar och akvareller med småstadsbilder, folktyper och landskapsskildringar. Han gjorde sig under sin studietid i Uppsala känd bland studiekamraterna som en driftig skämttecknare och medverkade regelbundet i Kalmar nations spextidning Spyflugan. För allmänheten blev han känd genom sin medverkan i den parodiska konstutställningen på Kalmar nation 1903. Hans konst bestod då av en karikerad spegelbild av Konstnärsförbundets utställning som visades samtidigt på Östgöta nation. Under Uppsalatiden kom han även i kontakt med konstnärerna Wahlström, Widerbäck, Thunman och Ihran tillsammans med dessa samt Bauer, Schonberg, Schwab, Oscar Andersson, Hennings samt de litterära krafterna Siwertz Hellström, Fogelqvist, Agrell, Melsted och Heidenstam startade man tidskriften Med pensel och penna med Erik Ljungberger som redaktör och drivande kraft. Tidskriften utkom med fyra nummer kring årsskiftet 1904–1905. 
Han anlitades 1904 av Hugo Vallentin för att medverka som tecknare i tidskriften Puck och på Studentkårens uppdrag ritade han 1905 14 vykort som med färglitografi återgav vårterminens karnevalståg. På eget initiativ utgav han en serie med skämtbilder under namnet Kalmar nations vykortsserie, dessutom utförde han under studentåren en lång rad akvareller och skisser med motiv från staden och dess omgivningar, porträtt samt karikatyrer av gatuoriginal, studentkamrater och akademiska lärare. När Uppsala studentkår firade sitt 100-årsjubileum 1949 genomfördes en utställning med hans teckningar från sekelskiftet. 
Efter studieåren fick han användning av sin konstnärliga begåvning i tjänsten, från tiden i tingsrätten finns flera intressanta studier från de pågående rättsprocesserna och som sekreterare i stiftelsen Svenska lantbruksveckan 1913–1943 utförde han ett stort antal förlagor till titelvinjetter i akvarell för stiftelsens programböcker samt några affischer. 
Förutom bildkonst skapade han ett flertal exlibris varav flera har publicerats i Nordisk exlibris tidskrift 1947–1948 samt för en teaterföreställning utförde han en fondmålning som finns bevarat genom fotografi på Kalmar läns museum. Flera av hans teckningar och oljemålningar med Ölandsmotiv återfinns som reproduktioner på vykort och på olika hyllningsadresser. Hans akvarell I tingssalen Lundegård återfinns i hans bok Som tingshäst på Öland vid seklets början
Lekander är representerad vid bland Uppsala universitetsbibliotek, Kalmar konstmuseum, Kalmar läns museum, Kalmar konstmuseum, Forngården i Borgholm och på Kalmar nation i Uppsala.